# Непал на зимових Олімпійських іграх 2014
Непал на зимових Олімпійських іграх 2014 року у Сочі буде представлений 1 спортсменом в 1 виді спорту.

## Лижні перегони
Чоловіки
| Змагання               | Спортсмени   | Час | Місце |
| ---------------------- | ------------ | --- | ----- |
| 15 км класичним стилем | Дачирі Шерпа |     |       |